# Overkroeten
De wijk Overkroeten is een woonwijk, gelegen in de Haagse Beemden in Breda Noord-West, grenzend aan de wijken Heksenwiel en De Kroeten. In 2017 telde de wijk 3.270 inwoners.
De naam verwijst naar de Kroeten, een gebied dat behoorde tot de buurtschap Burgst in Hage-Hertog. De oudste vermelding dateert uit 1500 toen het gebied Croighde werd genoemd. In het ontwerp-structuurplan Haagse Beemden uit 1975 werd de naam Overkroeten voor het eerst gebruikt, te weten voor het gebied ten noorden van de Vloeigracht. Het was de bedoeling om dat gebied een groen karakter te geven, terwijl de woningbouw zich aan de zuidzijde van de Vloeigracht zou concentreren. Uiteindelijk is er voor gekozen om ook Overkroeten te bebouwen met nieuwe woningen.
De eerste bouwactiviteiten startten in 1988. Drie jaar later werden de eerste huizen opgeleverd; in 2005 waren de bouwactiviteiten afgerond. De wijk telt zo'n 1.300 woningen. In de wijk is één school aanwezig, genaamd KBS de Kievitsloop. Deze is gebouwd in 1992 en is vernoemd naar een van de andere wijken in de Haagse Beemden. Het dichtstbijzijnde winkelcentrum is Winkelcentrum Heksenwiel.
Een deel van de straatnamen eindigt op -slagen. Dit verwijst naar de Slaag, een historische naam voor dit gebied. Waarschijnlijk houdt deze naam verband met het slaan van klot, maar ook een verwijzing naar het slagenlandschap is een mogelijkheid.